# Stefan Kohn
Stefan Kohn (Ellwangen, 9 ottobre 1965) è un ex calciatore tedesco, di ruolo attaccante.

## Palmarès

### Club

#### Competizioni nazionali
- Campionato tedesco: 1

Werder Brema: 1992-1993

### Competizioni internazionali
- Coppa delle Coppe: 1

Werder Brema: 1991-1992